# 沃倫 (紐約州非建制地區)
沃倫（英語：Warren）是位於美國紐約州赫基默縣的非建制地區。

## 地理
沃倫所處的海拔為高於海平面418米（即1371英呎），而該地所採用的時區為UTC-5，即北美东部时区（EST）。同時該地設有夏令時間，為UTC-5調快一小時，即UTC-4（EDT）。